# Louis Armstrong
Louis Daniel Armstrong, noto anche con il soprannome di  Satchmo (dall'inglese satchel mouth: bocca a sacco, per le grandi dimensioni della sua bocca) o Pops (New Orleans, 4 agosto 1901 – New York, 6 luglio 1971), è stato un trombettista, cantante e attore statunitense.
Armstrong è stato uno tra i più famosi musicisti jazz del XX secolo, raggiungendo la fama inizialmente come trombettista, per poi affermarsi come uno dei più importanti cantanti jazz anche presso il grande pubblico, soprattutto verso la fine della carriera. Viene considerato una delle più grandi e influenti personalità in campo musicale del '900, e le sue innovazioni hanno permesso alla musica jazz di evolversi ed espandersi, contribuendo a renderlo un genere celebre in tutto il mondo.

## Biografia

### Primi anni di vita

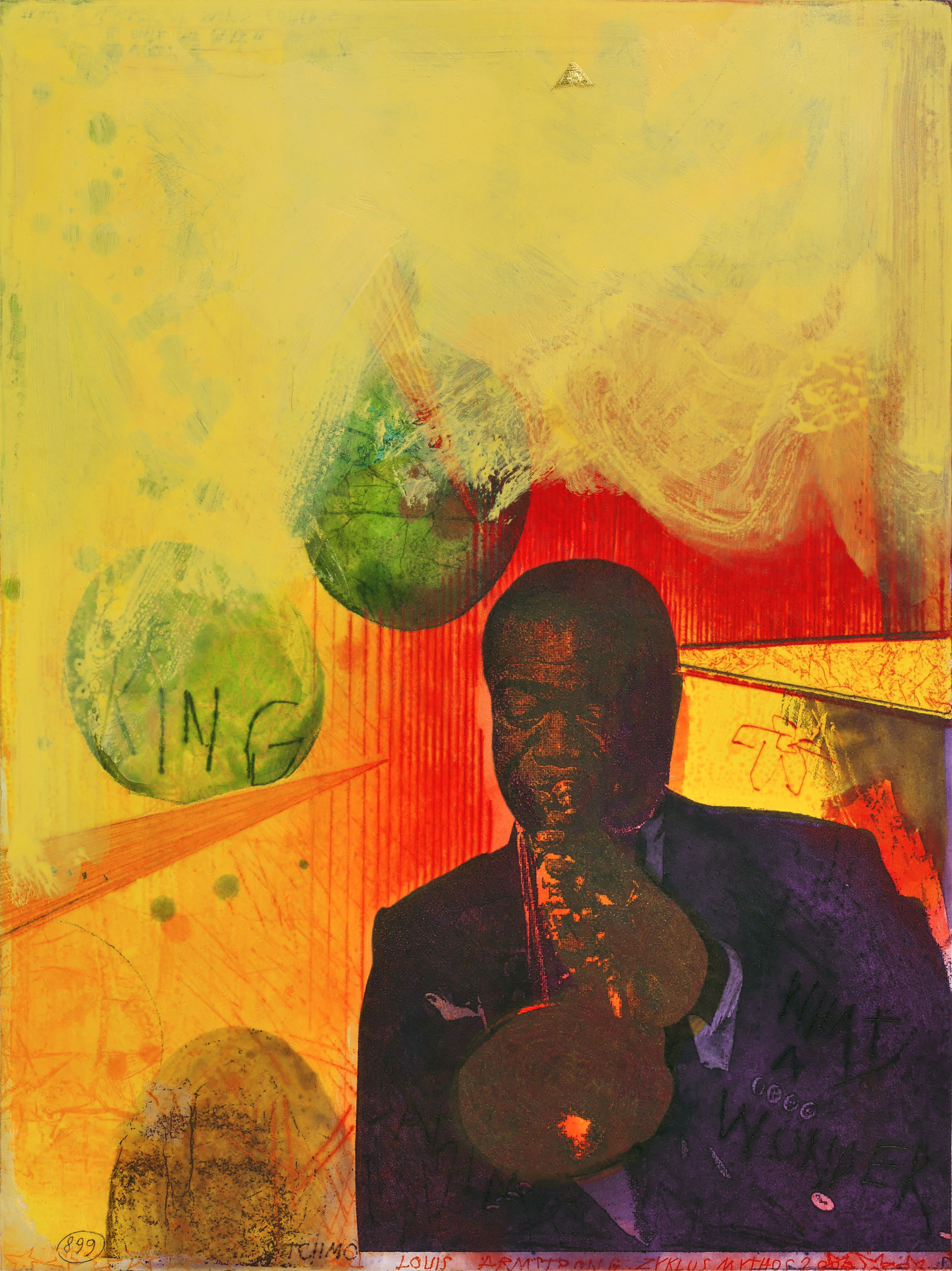
Acquaforte colorato a mano raffigurante Armstrong, fatto da Adi Holzer nel 2002

Armstrong affermava di essere nato il 4 luglio 1900, data ripresa in molte biografie, ma fu solo verso la metà degli anni ottanta, dopo la sua morte, che si scoprì il certificato di nascita che riportava come data il 4 agosto 1901. Nacque in una famiglia povera a New Orleans ed era nipote di schiavi. Trascorse la sua infanzia in un sobborgo difficile di New Orleans, noto come "The Battlefield". Suo padre, William Armstrong (1881-1922), abbandonò la famiglia poco dopo la nascita della seconda figlia Beatrice (1903-1987), quando Louis era ancora piccolo e la madre, Mayann Armstrong (1886-1942), affidò Louis e la sorella Beatrice alle cure della nonna, Josephine Armstrong, e a volte allo zio Isaac Armstrong.
Armstrong crebbe nei livelli più bassi della scala sociale, in una città caratterizzata da una forte discriminazione razziale. A cinque anni tornò a vivere con la madre e la sorella. Frequentò la Fisk School for Boys, che accettava bambini neri e lavorò per la famiglia Karnoffskys, ebrei di origine lituana, aiutando i loro due figli, Morris e Alex, a raccogliere rifiuti e avanzi rivendibili e a consegnare carbone, come raccontò lo stesso Armstrong nei suoi scritti. Armstrong raccontò che fu allora che si rese conto che anche gli ebrei all'epoca subivano una forte discriminazione, ancor più dei neri. Per attirare gli acquirenti, Armstrong suonava un piccolo corno e Morris Karnoffskys gli diede un anticipo per comprarsi una cornetta al banco dei pegni.
Pur avendo avuto una infanzia difficile (finì in riformatorio per la prima volta a nove anni), Armstrong non considerava quegli anni come negativi e anzi ne trasse ispirazione; in un'intervista dichiarò: "Ogni volta che chiudo gli occhi per soffiare nella mia tromba, guardo nel cuore della buona vecchia New Orleans... Mi ha dato qualcosa per cui vivere".
Dopo essere stato espulso dalla Fisk School a undici anni,  Armstrong entrò a far parte di un quartetto di ragazzi con cui racimolava soldi cantando per strada. A dodici anni fu detenuto nuovamente nel riformatorio di New Orleans per ragazzi neri, la Home for Colored Waifs, per aver festeggiato il Capodanno del 1913 sparando in aria con un revolver rubato al patrigno, come riportato dai rapporti di polizia.. Fu proprio in quel riformatorio che imparò a suonare la cornetta nella banda musicale del carcere, la Home Band.
Il professor Peter Davis fu il primo insegnante di musica per il tredicenne Louis e lo mise a capo della Home Band, che attirò l'attenzione di Kid Ory. Il 14 giugno 1914 Armstrong fu rilasciato dal riformatorio e affidato in custodia al padre e alla sua nuova moglie, ma dopo pochi mesi con la nascita di una sorellastra il padre non ne accettò più la presenza e Armstrong tornò a vivere a The Battlefield con la madre e la sorella. Armstrong iniziò a cercare lavoro come musicista e trovò alla fine un impiego nella sala da ballo gestita da Henry Ponce, che aveva legami con la criminalità organizzata; fu lì che conobbe il batterista Black Benny, che gli fece da guida e da guardia del corpo. A quindici anni, Armstrong divenne il protettore di una prostituta di nome Noosty, ma la storia finì quando la ragazza lo accoltellò alla schiena e la madre di Armstrong quasi la strangolò.
Armstrong tentò di studiare gestione delle merci al college ma presto dovette abbandonare gli studi perché non poteva permettersi di pagare la retta. Mentre vendeva carbone a Storyville, fece la conoscenza delle spasm band, gruppi musicali che suonavano usando oggetti casalinghi, ed ebbe il primo contatto con la musica jazz grazie ai gruppi che suonavano nei bordelli e nelle sale da ballo come quella di Pete Lala, dove suonava anche King Oliver.
Il 19 marzo del 1918 Louis sposò una ragazza della Louisiana, Daisy Parker, con cui adottò un bimbo di tre anni, Clarence Armstrong, la cui madre, cugina di Louis, era morta dopo aver partorito. Il piccolo Clarence era mentalmente disabile (conseguenza di un incidente in giovanissima età) e Louis si sarebbe preso cura di lui per tutta la vita. Il matrimonio con Daisy fallì velocemente e si separarono. Daisy morì poco dopo la separazione.

### I battelli fluviali

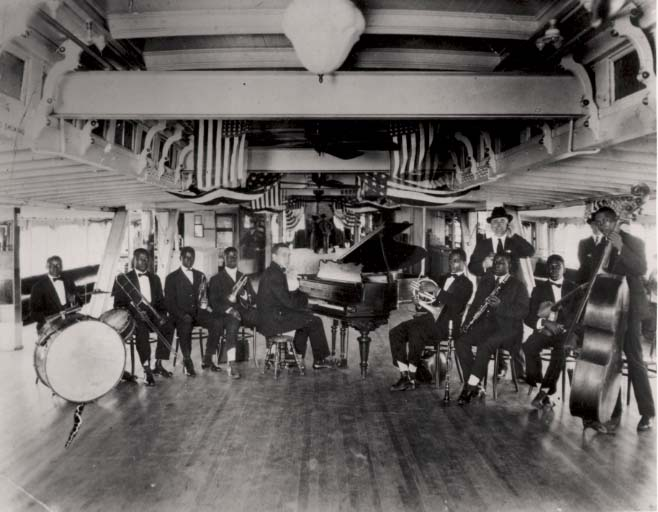
Armstrong era un membro della banda di New Orleans, Fate Marable, nel 1918, qui a bordo della SS Sidney

Agli inizi della sua carriera, Armstrong suonava in gruppi di ottoni e sui battelli fluviali di New Orleans (la prima volta fu nel settembre 1918 durante una navigazione turistica). Faceva parte del gruppo di Fate Marable, che si esibiva lungo il Mississippi a bordo del battello a vapore Sidney della compagnia Streckfus Steamers. Marable andava fiero delle sue doti musicali e insistette perché Armstrong e gli altri componenti del suo gruppo imparassero la lettura a prima vista. Armstrong descrisse questo periodo paragonandolo ad "andare all'università", dato che gli consentì di acquisire un'ampia esperienza lavorando su arrangiamenti scritti. Nel 1919 King Oliver, mentore di Armstrong, decise di trasferirsi a nord e lasciò il gruppo di Kid Ory; Armstrong allora prese il suo posto e divenne anche secondo trombettista nella Tuxedo Brass Band.
Grazie all'esperienza sui battelli fluviali, le abilità musicali di Armstrong maturarono e si ampliarono; a vent'anni era in grado di leggere bene la musica e fu tra i primi musicisti jazz ad eseguire assoli di tromba, caratterizzandoli con la sua personalità ed il suo stile e iniziò anche a cantare.

### Il periodo di Chicago e le prime incisioni
Nel 1922 Armstrong si trasferì a Chicago su invito di Joe "King" Oliver, sebbene per il resto della sua vita sarebbe tornato periodicamente a New Orleans. Come seconda cornetta nella Creole Jazz Band di Oliver nel locale per soli neri Lincoln Gardens, nel South Side di Chicago, guadagnava abbastanza da poter abbandonare tutti gli altri lavori. Nonostante i problemi di discriminazione razziale, in quegli anni Chicago viveva un grande boom economico e offriva ai lavoratori neri occasioni di lavoro e stipendi che consentivano margini di spesa per l'intrattenimento.
All'inizio degli anni venti il gruppo jazz di Oliver era tra quelli più di spicco a Chicago. Armstrong poteva permettersi di vivere in un appartamento di proprietà relativamente lussuoso e per la prima volta aveva a disposizione in casa un bagno privato.  Eccitato dalla sua nuova condizione, fu in quel periodo che iniziò la sua abitudine, durata tutta la vita, di scrivere lettere ai suoi amici di New Orleans. Armstrong era in grado di suonare duecento do sovracuti di fila e via via che la sua fama aumentava, veniva chiamato spesso a sfide di improvvisazione da altri musicisti jazz
Armstrong incise i suoi primi dischi con il gruppo di Oliver tra il 5 e il 6 aprile 1923 con la Gennett Records presso gli studi di Richmond, nello stato dell'Indiana, dopo un viaggio in treno di diverse ore e con una paga molto bassa. La qualità delle incisioni era compromessa dalla mancanza di prove, dalle attrezzature di registrazione rudimentali, dalla pessima acustica e dalle ristrette dimensioni dello studio. Queste prime registrazioni erano totalmente acustiche: non esistendo ancora i microfoni elettrici (l'invenzione fu realizzata solo nel 1926), gli strumentisti suonavano direttamente dentro a un cono collegato meccanicamente alla puntina di incisione. Armstrong suonava con tanta potenza che quando si metteva vicino a Oliver lo copriva completamente, per cui dovette posizionarsi in un angolo della stanza a cinque metri di distanza.
In quel periodo Bix Beiderbecke presentò ad Armstrong Hoagy Carmichael; i due divennero amici e in seguito collaborarono anche musicalmente.

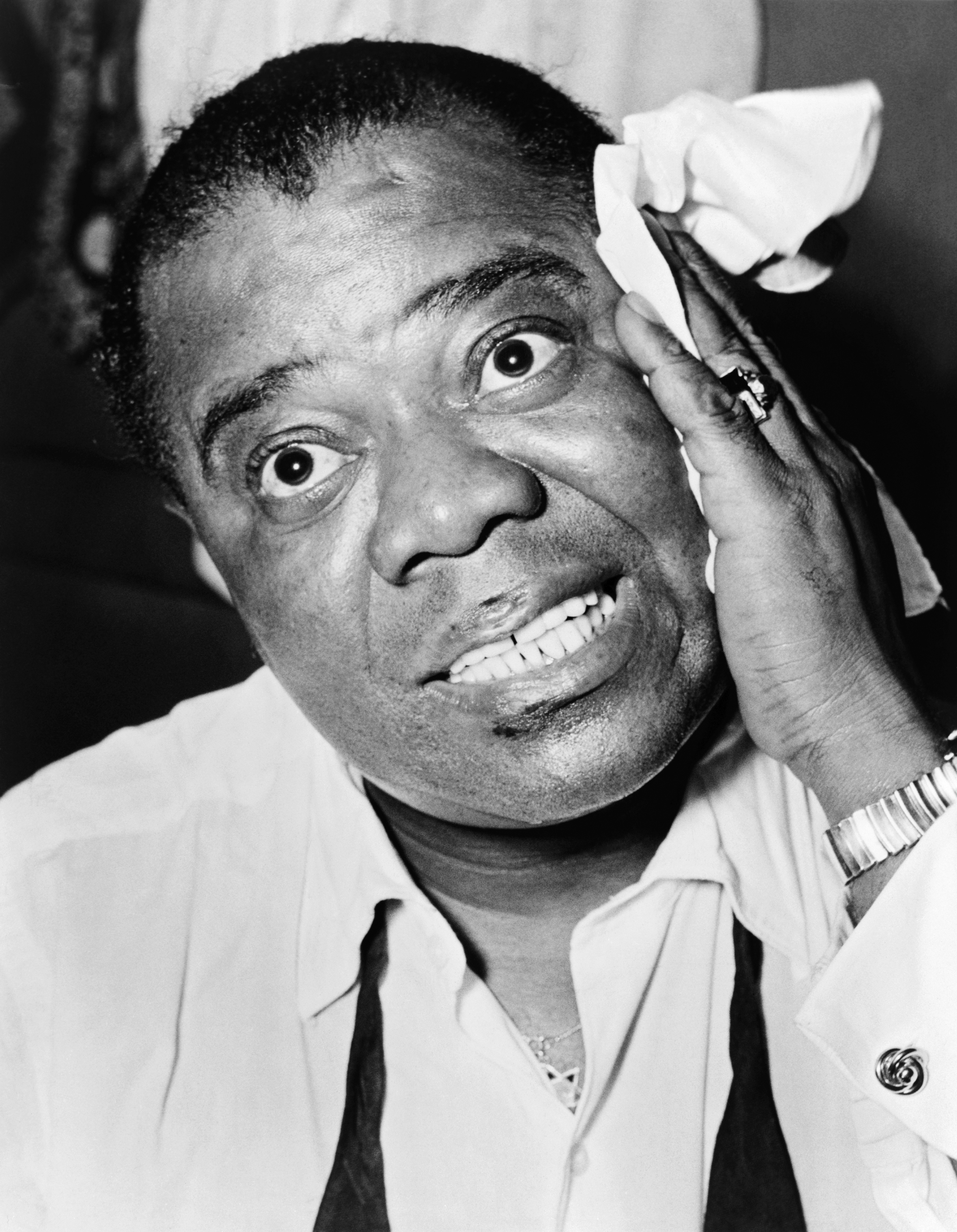
Armstrong nel 1953

Durante l'estate del 1923 la madre di Armstrong, Mayann Albert, si recò in visita a Chicago dopo che le fu detto che Armstrong era "senza lavoro, senza soldi, affamato e malato"; la pianista Lil Hardin, all'epoca non ancora sposata con Armstrong, affittò e arredò un appartamento tutto per lei, in cui la donna alloggiò durante la sua permanenza.
Nel 1924 Armstrong sposò in seconde nozze Lil Hardin. La nuova moglie premeva su Armstrong perché puntasse a guadagni più elevati e perché sviluppasse il suo stile personale libero dall'influenza di Oliver. Seguendo i consigli della moglie, per ampliare le sue abilità musicali Armstrong iniziò a suonare musica classica in concerti in chiesa e a indossare abiti che ne snellissero la figura. Le pressioni della moglie alla fine minarono il rapporto tra Armstrong e King Oliver, specialmente per gli aspetti economici legati alla paga e al fatto che Oliver trattenesse per sé i guadagni extra invece che dividerli tra i componenti del gruppo.

### Con l'orchestra di Fletcher Henderson
Nel 1924 Armstrong e Oliver si separarono amichevolmente e poco tempo dopo Armstrong ricevette l'invito ad andare a New York per suonare con l'orchestra di Fletcher Henderson, la compagine afro-americana di punta dell'epoca. Armstrong passò alla tromba per amalgamarsi meglio con il resto dei musicisti e la sua influenza su Coleman Hawkins, sassofonista solista della band, si può valutare dalle registrazioni del gruppo durante questo periodo.
Armstrong adattò la sua tromba allo stile musicale controllato del sax tenore di Henderson e sperimentò il trombone; anche gli altri componenti dell'orchestra furono influenzati dallo stile emozionale di Armstrong. Le sue esibizioni comprendevano il canto e racconti sui personaggi di New Orleans, in particolare i predicatori. La Henderson Orchestra si esibiva nei migliori luoghi frequentati da bianchi, tra cui il Roseland Ballroom, sugli arrangiamenti musicali di Don Redman. L'orchestra di Duke Ellington si recò al Roseland per assistere alle esecuzioni di Armstrong.
Durante questo periodo Armstrong registrò dischi con il pianista Clarence Williams, suo amico dai tempi di New Orleans, con i Williams Blue Five, Sidney Bechet e le cantanti blues Alberta Hunter, Ma Rainey e Bessie Smith.

### Gli Hot Five
Armstrong tornò a Chicago nel 1925 su insistenza della moglie, che voleva spingere la sua carriera e aumentare i guadagni, presentandolo al pubblico come "il più grande trombettista al mondo". Per qualche tempo, fece parte del gruppo di sua moglie.. Diede poi vita a un suo gruppo (Louis Armstrong and his Hot Five) con cui registrò tra le altre Potato Head Blues e Muggles (termine slang per definire la marijuana, di cui fece spesso uso durante la vita). Facevano parte del gruppo Kid Ory (trombone), Johnny Dodds (clarinetto), Johnny St. Cyr (banjo), la moglie Lil al piano e di solito non c'era un batterista. A partire da novembre 1925, il gruppo produsse ventiquattro dischi nell'arco di un anno. Armstrong dirigeva il gruppo con uno stile informale; St. Cyr ebbe occasione di dichiarare: "Era rilassante lavorare con lui, e aveva una mentalità molto aperta... ha sempre fatto del suo meglio per mettere in evidenza ogni singolo componente". Fra i brani incisi dal gruppo vi furono Cornet Chop Suey, Struttin' With Some Barbecue, Hotter Than that nonché Potato Head Blues, tutti contenenti assoli altamente creativi di Armstrong. Secondo Thomas Brothers, registrazioni come quella di Struttin' with Some Barbeque erano talmente superbe, "pianificate con intensità e varietà, blues e spettacolarità", che gli arrangiamenti furono probabilmente presentati al Sunset Café. Le incisioni realizzate poco tempo dopo col pianista Earl "Fatha" Hines, il loro famoso duetto Weather Bird (1928) e l'introduzione e l'assolo di Armstrong in West End Blues rimangono alcune delle improvvisazioni più significative della storia del jazz; in tutti gli Stati Uniti, i giovani trombettisti compravano questi dischi per impararne a memoria gli assoli. Armstrong era quindi finalmente libero di sviluppare il suo stile personale a suo totale piacimento, inserendo una massiccia dose di jive effervescente come in Whip That Thing, Miss LiL e Mr. Johnny Dodds, Aw, Do That Clarinet, Boy!
Armstrong suonò anche con l'orchestra Little Symphony di Erskine Tate, che si esibiva prevalentemente al Vendome Theatre ed eseguiva musiche per film muti e spettacoli dal vivo, comprese versioni jazz di musiche classiche come Madama Butterfly. In questo modo Armstrong acquisì esperienza con forme di musica di lunga durata e con le esecuzioni dal vivo di fronte a un pubblico numeroso. Cominciò a cantare nello stile scat (improvvisazioni jazz vocali composte da parole prive di significato) e fu tra i primi a inciderle su disco, con Heebie Jeebies (1926). Il disco ottenne una popolarità talmente ampia che il gruppo divenne la jazz band più famosa degli Stati Uniti, nonostante le rare esibizioni dal vivo. I giovani musicisti della nazione, sia bianchi che afro-americani, andavano in fibrillazione per il nuovo stile di jazz introdotto da Armstrong.
Dopo essersi separato da Lil, Armstrong iniziò a suonare al Sunset Café, gestito da Joe Glaser, socio in affari di Al Capone, nell'orchestra di Carroll Dickerson, con Earl Hines al piano; il nome dell'orchestra fu cambiato in Louis Armstrong and his Stompers nonostante Hines rimanesse il direttore musicale e Glaser il direttore d'orchestra. Hines e Armstrong divennero rapidamente amici e iniziarono una collaborazione di successo. Fu proprio al Sunset Café che Armstrong accompagnò la cantante Adelaide Hall, che sperimentò, sviluppo ed estese l'esperienza di canto scat sotto la guida e l'incoraggiamento di Armstrong.
Nella prima metà del 1927, Armstrong costituì il gruppo degli Hot Seven, che aggiungeva alla formazione degli Hot Five il batterista Al "Baby" Dodds e il suonatore di tuba Pete Briggs. John Thomas prese il posto di Kid Ory al trombone. Successivamente, sempre nello stesso anno, organizzò una nuova serie di sessioni con gli Hot Five che si tradussero in altri nove dischi. Nella seconda metà del 1928, Armstrong iniziò a registrare con un nuovo gruppo, composto da Zutty Singleton (percussioni), Earl Hines (piano), Jimmy Strong (clarinetto), Fred Robinson (trombone) e Mancy Carr (banjo).

### L'Harlem Renaissance
Armstrong ebbe un grande impatto durante l'Harlem Renaissance degli anni venti; la sua musica colpì il noto scrittore Langston Hughes. Hughes era un ammiratore di Armstrong e lo definì come uno dei musicisti più riconosciuti di quell'epoca. Hughes scrisse molti libri sul jazz e riconobbe Armstrong come uno dei capofila del ritrovato amore per la cultura afro-americana da parte del Rinascimento di Harlem. La musica jazz e i musicisti come Armstrong svolsero un ruolo importante nella formazione di Hughes, che "scriveva le sue parole con il jazz".
Durante l'Harlem Renaissance, Armstrong cambiò il jazz. In qualità di "più grande trombettista del mondo" del periodo, Armstrong consolidò la sua eredità e continuò a concentrarsi sulla sua carriera vocale e la sua popolarità mise insieme il pubblico bianco e quello afro-americano.

### L'inizio della carriera da cantante
Armstrong tornò a New York nel 1929, dove suonò nell'orchestra del musical all black Hot Chocolate, scritto da Andy Razaf e dal pianista/compositore Fats Waller, ricoprendo anche un ruolo cameo come cantante e prendendosi la scena con la sua interpretazione di Ain't Misbehavin', la cui registrazione divenne all'epoca il suo disco più venduto..
Iniziò a lavorare al Connie's Inn di Harlem, il principale club concorrente del Cotton Club, che metteva in scena spettacoli elaborati e serviva da copertura per il gangster Dutch Schultz. Armstrong riscosse un successo considerevole con le sue registrazioni vocali, che comprendevano versioni di famose canzoni composte dal suo vecchio amico Hoagy Carmichael. Le sue registrazioni degli anni trenta trassero un grande vantaggio dall'introduzione nel 1931 da parte dell'RCA del microfono a nastro, che conferiva maggior calore nella resa della voce e divenne parte integrante dello stile crooning di artisti come Bing Crosby. L'interpretazione di Armstrong della canzone Stardust di Carmichael divenne una delle versioni di maggior successo del brano, in cui si evidenziano il suo stile vocale unico e il suo approccio innovativo nell'esecuzione di pezzi che erano già considerati standard.
La rielaborazione radicale del brano Lazy River di Carmichael e Sidney Arodin che Armstrong registrò nel 1931 condensa il suo approccio rivoluzionario al fraseggio e alla melodia. La canzone inizia con un breve assolo di tromba, poi i fiati che introducono la melodia principale sono punteggiati in modo memorabile dalle interiezioni ringhianti di Armstrong alla fine di ogni battuta: "Yeah! ...Uh-huh...Sure...Way down, way down". Nella prima strofa, Armstrong ignora la melodia dello spartito e canta come se suonasse un assolo di tromba, intonando la maggior parte del primo verso su una singola nota con un fraseggio fortemente sincopato, mentre nella seconda strofa si lancia in una melodia quasi completamente improvvisata, che poi evolve in un passaggio scat eseguito nel suo stile più tipico.
Come era avvenuto con il suo modo di suonare la tromba, anche le innovazioni vocali di Armstrong costituirono un riferimento per l'interpretazione vocale jazz e la colorazione unica e roca della sua voce divenne un archetipo imitato all'infinito. Il suo canto scat era arricchito dalla sua grandissima esperienza come trombettista e le tonalità risonanti e vellutate nel registro inferiore e le cadenze gorgoglianti espresse in Lazy River esercitarono un'enorme influenza sui cantanti bianchi più giovani come Bing Crosby.

### Gli anni della crisi economica
La Grande Depressione del 1929 ebbe pesanti ripercussioni sul mondo del jazz. Il Cotton Club chiuse i battenti nel 1936, dopo una lunga spirale discendente, e molti musicisti abbandonarono la loro attività man mano che venivano cancellate le serate musicali. Bix Beiderbecke morì e il gruppo di Fletcher Henderson si sciolse. King Oliver incise qualche disco ma per il resto andò incontro a parecchie difficoltà. Sidney Bechet cambiò mestiere e divenne un sarto, trasferendosi successivamente a Parigi, e Kid Ory tornò a New Orleans ad allevare galline.
Armstrong si trasferì a Los Angeles nel 1930 alla ricerca di nuove opportunità. Suonò al New Cotton Club di Los Angeles] con Lionel Hampton come batterista. Il gruppo attirava nel locale il pubblico di Hollywood che poteva permettersi ancora una vita notturna movimentata mentre il pubblico dei giovani poteva ascoltare la band da casa grazie alle trasmissioni radiofoniche in diretta dal club. Bing Crosby e molte altre celebrità erano ospiti regolari al club. Nel 1931 Armstrong apparve nel suo primo film, Ex-Flame. Fu anche condannato per possesso di marijuana, ma la pena venne sospesa.
Nel 1931 tornò a Chicago, suonando con gruppi che eseguivano lo stile di Guy Lombardo e registrando diversi standard. Quando la mafia premette perché lasciasse la città, Armstrong tornò a New Orleans, dove fu accolto come un eroe ed ebbe modo di rivedere i suoi vecchi amici. Sponsorizzò una squadra locale di baseball, dal nome Armstrong's Secret Nine, e il suo nome fu usato per una marca di sigari ma si rimise presto in movimento. Dopo un tour per tutta la nazione, continuamente inseguito dalla mafia, fuggì in Europa.
Tornato negli Stati Uniti, intraprese diverse tournée estenuanti ma il comportamento disonesto del suo agente Johnny Collins e le sue spese sconsiderate lasciarono Armstrong a corto di soldi. La continua violazione delle condizioni contrattuali spinse Armstrong ad assumere come nuovo manager Joe Glaser, un duro trafficante legato alla criminalità organizzata, che iniziò a sistemare i debiti, i problemi legali e i dissidi con la mafia. Armstrong iniziò in quel periodo ad avere problemi alle dita e alle labbra, aggravati dal suo modo di suonare non ortodosso, e quindi passò a sviluppare l'uso della voce, facendo le sue prime apparizioni teatrali. Per il cinema, recitò insieme a Bing Crosby nel film di successo Pennies from Heaven di Norman Z. McLeod del 1936. Nel 1937, Armstrong sostituì Rudy Vallée in un programma radio della CBS, diventando il primo afro-americano a condurre una trasmissione nazionale sponsorizzata.
Ottenuto il divorzio da Lil nel 1938, sposò la fidanzata Alpha Smith, da cui divorziò a sua volta nel 1942 per sposare Lucille Wilson, cantante del Cotton Club di New York.

### Il rilancio della carriera con gli All Stars

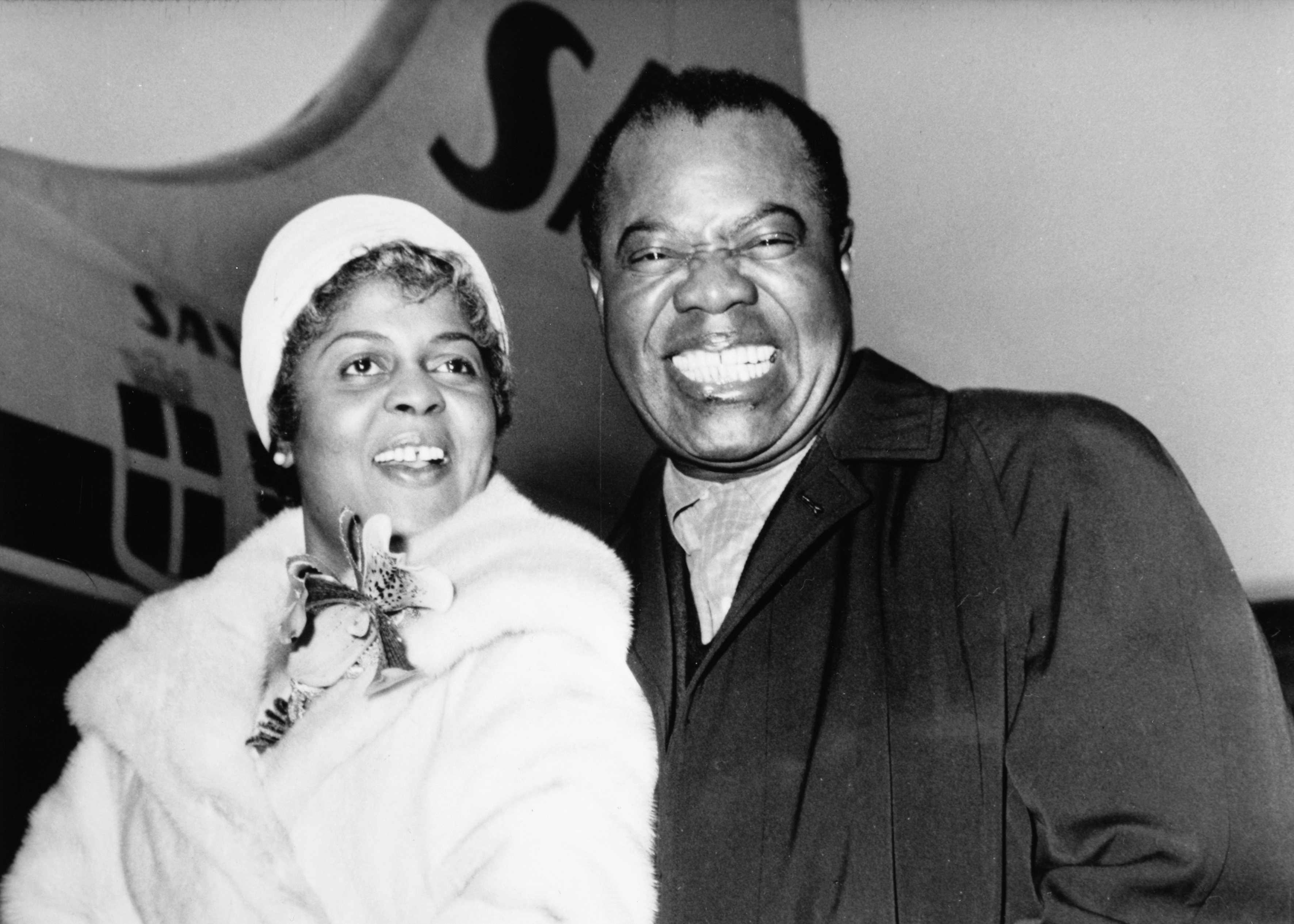
Armstrong con Lucille Wilson

Dopo molti anni in continuo movimento, nel 1943 Armstrong si stabilì in maniera permanente a New York, nel Queens, insieme alla moglie Lucille. Sebbene rimanesse soggetto alle vicissitudini del Tin Pan Alley, allo strapotere della criminalità organizzata nel mondo della musica e ai pregiudizi razziali, continuò a sviluppare il suo stile personale. I cambiamenti nei gusti del pubblico durante gli anni quaranta provocarono un calo di interesse nei confronti dei grandi gruppi musicali, le sale da ballo chiusero i battenti ed emersero altri stili musicali di maggior successo, in particolare le canzoni pop. Questo rendeva praticamente insostenibile la gestione di una band itinerante composta da sedici elementi. Un ritorno di interesse per il jazz in stile anni venti consentì ad Armstrong di tornare a far parte di piccoli gruppi come durante la sua gioventù. Il 12 ottobre 1946 fu scritturato come artista ospite nel gruppo di Lionel Hampton per il concerto Cavalcade of Jazz al Wrigley Field di Los Angeles, prodotto da Leon Hefflin Sr. Il 17 maggio 1947, Armstrong si esibì con grande successo in un concerto al New York Town Hall con un piccolo gruppo jazz, di cui faceva parte anche il trombonista e cantante Jack Teagarden; durante il concerto, Armstrong e Teargarten duettarono nel brano Rockin' Chair di Hoagy Carmichael, che in seguito incisero anche per Okeh Records.
Il 13 agosto 1947 il manager Joe Glaser trasformò la big band di Armstrong in un gruppo di jazz composto dai tradizionali sei elementi, di cui inizialmente facevano parte, oltre ad Armstrong, Teargarten, Earl Hines e altri musicisti swing e Dixieland di punta, molti dei quali in precedenza erano stati a capo di grandi gruppi. Il nuovo gruppo, chiamato Louis Armstrong and His All Stars, fu annunciato in occasione dell'apertura del Billy Berg's Supper Club. Nel corso del tempo, fecero parte del gruppo Earl "Fatha" Hines, Barney Bigard, Edmond Hall, Jack Teagarden, Trummy Young, Arvell Shaw, Billy Kyle, Marty Napoleon, Big Sid "Buddy" Catlett, Cozy Cole, Tyree Glenn, Barrett Deems, Mort Herbert, Joe Darensbourg, Eddie Shu, Joe Muranyi e il percussionista Danny Barcelona.
Il 28 febbraio 1948 Suzy Delair eseguì la canzone francese C'est si bon all'Hôtel Negresco durante il primo Festival del jazz di Nizza. Louis Armstrong era presente e si innamorò del brano e il 26 giugno 1950 a New York ne incise una versione in inglese, su testi di Jerry Seelen, accompagnato dall'orchestra di Sy Oliver. Il disco divenne un successo mondiale e il brano venne ripreso dai principali cantanti internazionali.
Fu il primo musicista jazz a comparire sulla copertina della rivista Time, il 21 febbraio 1949. Il 7 giugno 1953 i Louis Armstrong and his All Stars si esiibirono anche al nono concerto Cavalcade of Jazz al Wrigley Ridge di Los Angeles, insieme a Shorty Rogers, Roy Brown, Don Tosti and His Mexican Jazzmen, Earl Bostic, e Nat King Cole.
Nell'arco di trent'anni, Armstrong si esibì in oltre 300 concerti all'anno, incidendo molti dischi e recitando in oltre trenta film.

### Ambasciatore del jazz

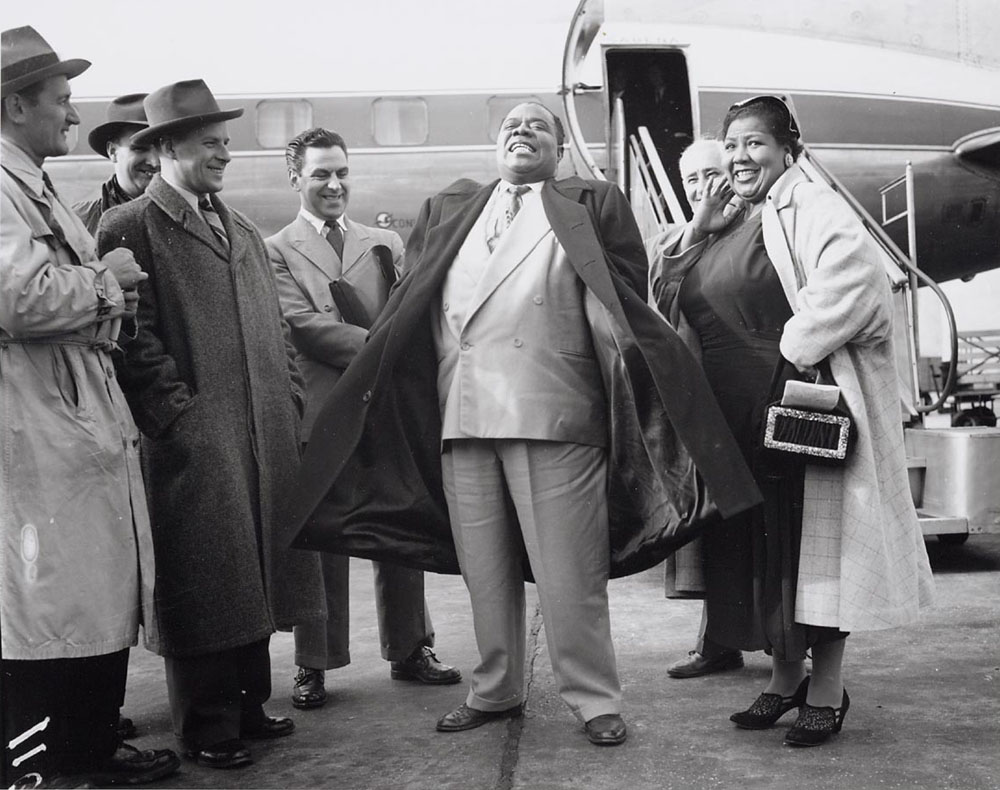
Armstrong in Belgio nel 1952

Negli anni cinquanta, Armstrong era un'amata icona statunitense e un ambasciatore culturale con una base internazionale di fan. Tuttavia, divenne evidente lo strappo generazionale con i giovani musicisti emergenti del dopoguerra come Charlie Parker, Miles Davis e Sonny Rollins. La nuova generazione considerava la propria musica arte astratta e lo stile da vaudeville di Armstrong, a metà tra il musicista e l'intrattenitore, era visto come fuori moda e affetto da sindrome dello zio Tom: "...sembrava una specie di menestrello di cui ci vergognavamo". Armstrong chiamava il bebop "musica cinese"; durante una tournée in Australia nel 1954, gli fu chiesto di suonare del bebop ma lui rispose stizzito "'Bebop? Io suono soltanto musica. Quelli che hanno inventato una parola come questa sono ragazzi che vanno in giro per strada con gli strumenti sotto al braccio".
Continuò un intenso programma di tournée internazionali ma nel 1959 mentre era in Italia ebbe un infarto e dovette fermarsi. Nel corso degli anni Sessanta, fu in tournée come ambasciatore del jazz in Egitto, Ghana e Nigeria.
Scaduto il contratto con Decca Records, divenne freelance e incise dischi anche per altre etichette.
Nel 1964, dopo oltre due anni di assenza dagli studi di registrazione, incise il suo disco di maggior successo di vendite, Hello, Dolly!, un brano di Jerry Herman cantato in origine da Carol Channing. La versione di Armstrong rimase nella Hot 100 per 22 settimane, più a lungo di qualsiasi altro disco prodotto in quell'anno, e il 9 maggio 1964 raggiunse il numero 1, rendendolo l'artista più anziano a ottenere questo risultato all'età di 62 anni, 9 mesi e 5 giorni. Il suo disco scalzò i Beatles dalla posizione numero 1 che avevano occupato per 14 settimane consecutive con tre canzoni diverse.
Nel 1965 vinse il Grammy Award alla canzone dell'anno e il Grammy Award alla miglior interpretazione vocale pop maschile.
Armstrong continuò i suoi tour per quasi tutti gli anni Sessanta, visitando anche parte del blocco comunista nel 1965. Si esibì con grande successo in Africa, Europa e Asia sotto il patrocino del Dipartimento di Stato, guadagnandosi il soprannome "Ambassador Satch" e dando l'ispirazione a Dave Brubeck per il suo musical jazz The Real Ambassadors. Nel 1968, approssimandosi ai 70 anni, la sua salute divenne precaria e i disturbi cardiaci e renali lo costrinsero a interrompere le tournée. Nel 1969 non tenne nessuna esecuzione pubblica e trascorse la maggior parte dell'anno in casa in convalescenza ma eseguì il brano Hello Dolly! con Barbra Streisand nel film omonimo. La canzone venne premiata nel 2001 con il Grammy Hall of Fame Award. Nel frattempo, il suo manager di lungo corso Joe Glaser era morto. Nell'estate 1970, i medici lo dichiararono sufficientemente ristabilito per potersi esibire di nuovo dal vivo; Armstrong iniziò un altro tour mondiale ma un infarto lo costrinse a prendere una pausa di due mesi.
Armstrong registrò la sua ultima esecuzione con la tromba nell'album del 1968 Disney Songs the Satchmo Way.

### Morte

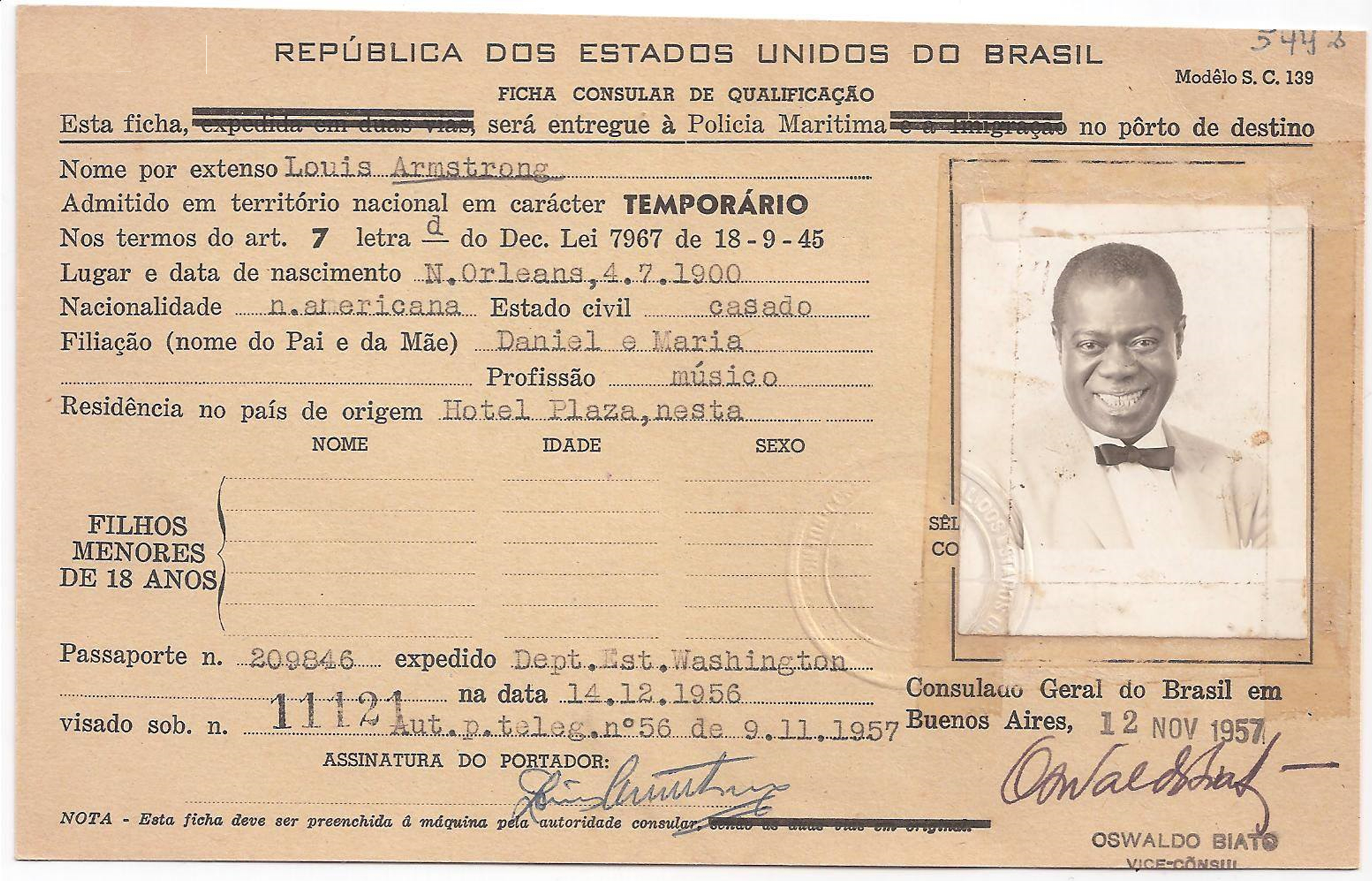
Registrazione della visita di Armstrong in Brasile, 1957.

Armstrong morì a 69 anni il 6 luglio 1971 per un infarto, undici mesi dopo aver suonato al famoso show nell'Empire Room del Waldorf-Astoria. Poco prima della morte aveva detto: «Penso di aver avuto una bella vita. Non ho pregato per ciò che non potevo avere e ho avuto all'incirca tutto ciò che desideravo perché ci ho lavorato». Al momento della morte abitava nel Queens, New York. Fu sepolto al Flushing Cemetery, Flushing.
Ai funerali assistettero Nelson Rockefeller, all'epoca Governatore dello Stato di New York, John Lindsay, allora sindaco di New York, e personalità del mondo della musica e dello spettacolo quali Bing Crosby, Ella Fitzgerald, Guy Lombardo, Duke Ellington, Dizzy Gillespie, Pearl Bailey, Count Basie, Harry James, Frank Sinatra, Ed Sullivan, Earl Wilson, Alan King, Johnny Carson, David Frost, Merv Griffin, Dick Cavett e Bobby Hackett. Peggy Lee, una delle cantanti preferite di Louis, cantò The Lord's Prayer al servizio funebre, mentre Fred Robbins, un vecchio amico di Louis, diede il suo elogio a Satchmo.

## Musica

### Colleghi e duetti
Durante la sua lunga carriera ha suonato e cantato con molti cantanti e musicisti famosi, tra cui Jimmie Rodgers, Bing Crosby, Duke Ellington, Fletcher Henderson, Bessie Smith, e soprattutto Ella Fitzgerald. La sua influenza su Bing Crosby è particolarmente importante: quest'ultimo ammirava e imitava Armstrong, come si può vedere in molte registrazioni, e in particolare nella canzone Just One More Chance del 1931. Il New Grove Dictionary Of Jazz evidenzia proprio questa influenza che Crosby ha ricevuto da Armstrong e descrive anche il suo modo di cantare, molto simile a quello del Satchmo. Nel 1961 ha duettato con Claudio Villa e l'orchestra di Carlo Loffredo esibendosi con la canzone napoletana Maria marì (Ohi Marì).
Armstrong registrò tre album con Ella Fitzgerald: Ella and Louis, Ella and Louis Again, e Porgy and Bess per la Verve Records con il trio di Oscar Peterson e con il batterista Buddy Rich. Le sue registrazioni Satch Plays Fats, Fats Waller, e Louis Armstrong Plays W.C. Handy degli anni cinquanta sono probabilmente tra le sue ultime opere più creative, ma anche stranezze come Disney Songs the Satchmo Way possono rientrare nella categoria. Anche la sua partecipazione al musical The Real Ambassadors di Dave Brubeck è stata applaudita. Per gran parte dello show, tuttavia, le sue esibizioni sono state criticate e definite "troppo semplici" o "ripetitive".

### Le hit e gli ultimi anni

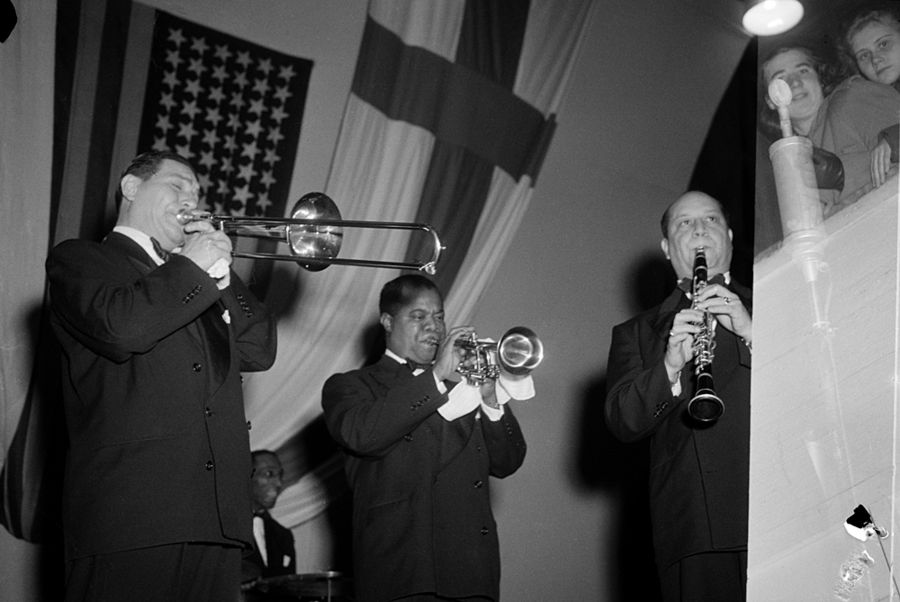
Con Jack Teagarden (a sinistra) e Barney Bigard (a destra), Armstrong suona la tromba a Helsinki, Finlandia, ottobre 1949

Tra le canzoni più conosciute di Armstrong si ricordano: What a Wonderful World, Stardust, When the Saints Go Marching In, Dream a Little Dream of Me, Ain't Misbehavin' e Stompin' at the Savoy. Nel 1964, Armstrong spodestò i Beatles dalla prima posizione della Billboard Top 100 con Hello, Dolly!, la quale diede al trombettista sessantatreenne il record per essere l'artista più anziano ad avere una canzone in prima posizione. La sua canzone Bout Time del 1964 venne inclusa nel film Vita da strega (2005) di Nora Ephron, ispirato all'omonima serie televisiva.

### Le esibizioni in Italia e in Europa
Louis Armstrong venne a suonare in Italia nel corso di tre tournée internazionali, nel 1935, nel 1949 e nel 1952. Durante quest'ultima visita, Armstrong incise alcuni pezzi in trio con Nunzio Rotondo e Nini Rosso, prendendo inoltre parte al programma radiofonico Varietà internazionale andato in onda dagli studi RAI di Firenze il 25 ottobre del 1952. Decenni dopo la registrazione di quel programma è stata pubblicata su un CD intitolato Satchmo Live in Florence '52.
Armstrong partecipò anche al Festival di Sanremo 1968, accompagnato da una band guidata dal maestro Henghel Gualdi, col brano Mi va di cantare in abbinamento alla sua amica di origini eritree Lara Saint Paul. Nel febbraio del 1968 apparve inoltre con la sua amica in un altro show della Rai, dove si esibì con la canzone Grassa e bella, che cantò egualmente in italiano.. Sempre in Italia incise in lingua italiana un 45 della CDI, Company Discografica Italiana, Dimmi, dimmi (Alberto Testa - Virgilio Panzuti - Pier Quinto Cariaggi); in questo caso, ironizzando sulla sua scarsa padronanza della lingua italiana (non di rado Armstrong doveva infatti esibirsi leggendo le strofe trascritte foneticamente in modo affine all'inglese), sulla copertina venne stampata la dicitura autografa «Scusatemi se la mia pronuncia non è perfetta, ma so che voi mi volete bene e che al vecchio Zio Satchmo perdonerete volentieri! Con tanto affetto».
Nel 1968 Armstrong realizzò un'ultima hit nel Regno Unito: la canzone What a Wonderful World rimase al top delle classifiche inglesi per un mese; più difficoltosa fu invece la penetrazione nel mercato americano. La canzone venne utilizzata nel film Good Morning, Vietnam nel 1987 e scalò nuovamente molte classifiche in tutto il mondo. Armstrong apparve inoltre nello show di Johnny Cash il 28 ottobre 1970, dove cantò la hit Rambling Rose di Nat King Cole. La sua ultima incisione fu We Have All the Time in the World per la colonna sonora della serie di James Bond Al servizio segreto di Sua Maestà; composta da John Barry, la canzone ottenne un successo postumo.

## Influenza culturale ed eredità

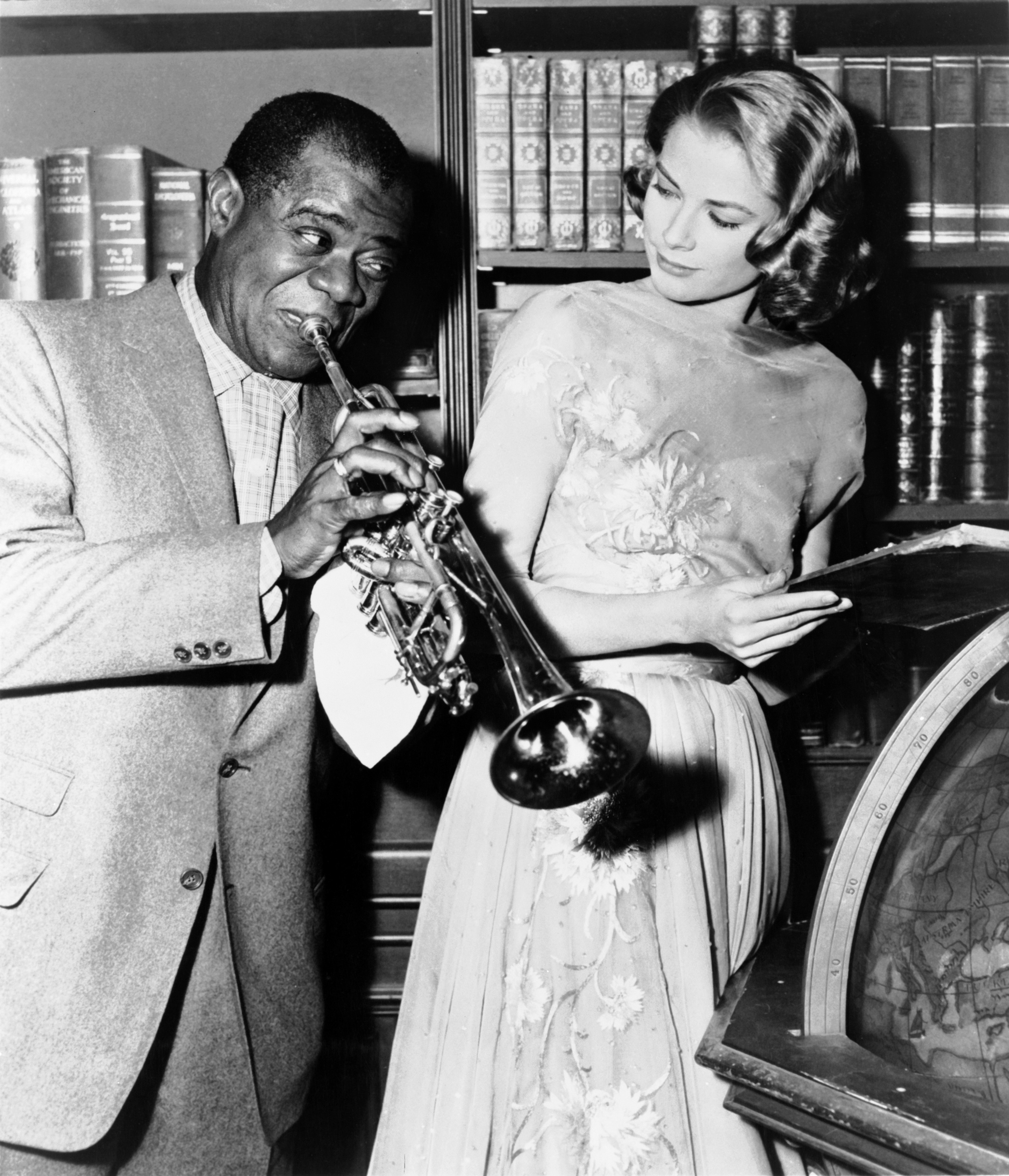
Louis Armstrong e Grace Kelly sul set di Alta società, 1956

L'influenza di Armstrong sullo sviluppo del jazz è virtualmente incommensurabile. Eppure, la sua personalità prorompente, sia come performer che come figura pubblica (specialmente nella seconda parte della sua carriera), è stata così forte da mettere in ombra i suoi contributi come musicista e cantante. Vero virtuoso della tromba, Armstrong aveva un tono unico e uno straordinario talento per l'improvvisazione melodica. Attraverso la sua tecnica, la tromba emerse come strumento solista di primo piano nel jazz, e divenne uno degli strumenti simbolo del genere, venendo ampiamente utilizzata da molti successivi esponenti del genere. Accompagnatore magistrale, dotato di capacità straordinarie come solista; grazie alle sue innovazioni, ha gettato importanti basi per molti jazzisti venuti dopo di lui.
Il suo stile vocale ha esercitato un'importante influenza su molti altri cantanti come Billie Holiday o Frank Sinatra, e le sue improvvisazioni e invenzioni vocali, lo hanno reso uno dei pionieri dello scat (secondo alcuni l'inventore di fatto, sebbene oggi questa credenza sia stata smentita; è comunque accertato che fu grazie al suo contributo che lo scat divenne celebre e imitato). Musicisti importanti come Duke Ellington, lo hanno elogiato attraverso dichiarazioni del tipo: "Se qualcuno è stato un maestro, quello era Louis Armstrong." Nel 1950, Bing Crosby, il vocalist di maggior successo della prima metà del XX secolo, riferendosi ad Armstrong disse: "È l'inizio e la fine della musica in America". Nell'estate del 2000, in commemorazione del centenario della nascita di Armstrong, il principale aeroporto di New Orleans venne rinominato Louis Armstrong New Orleans International Airport.
Nel 2002, le registrazioni effettuate da Armstrong con le band d'accompagnamento Hot Five e Hot Seven, tra il 1925 e il 1928, sono state introdotte nella United States National Recording Registry, e conservate nel Registro Nazionale della Biblioteca del Congresso; motivo di questa scelta, è stato il riconoscimento dell'importanza e influenza esercitata da queste registrazioni, sul successivo sviluppo della musica jazz. Lo stadio principale del torneo di tennis US Open, è stato rinominato Louis Armstrong Stadium in onore di Armstrong, il quale aveva vissuto a pochi isolati dal luogo. Sono attive molte band in tutto il mondo volte a preservare e onorare la musica e lo stile di Armstrong, tra le quali figura la Louis Armstrong Society di New Orleans, in Louisiana.

## Vita privata
Armstrong si sposò quattro volte nel corso della sua vita.
La prima moglie fu Daisy Parker, una prostituta che Armstrong conobbe mentre suonava a Gretna. Quando Armstrong trovò il coraggio di andarla a trovare a casa, al di fuori dell'ambiente di lavoro della ragazza, scoprì che lei conviveva già con un altro uomo. Tuttavia, non molto tempo dopo, Daisy Parker si recò a casa di Armstrong in Perdido Street. I due si trasferirono la sera stessa al Kid Green's hotel e il giorno dopo, il 19 marzo 1919, si sposarono in municipio. Il matrimonio con Daisy Parker terminò con la separazione nel 1923.
Il 4 febbraio 1924 Armstrong sposò Lil Hardin, la pianista di King Oliver, che aveva anche lei divorziato dal primo marito qualche anno prima. La coppia condivise anche la vita professionale, fino alla separazione, avvenuta nel 1931 e al successivo divorzio, nel 1938.
La terza moglie di Armstrong fu Alpha Smith, con cui aveva una relazione continuata nel tempo già fin dagli anni Venti.. Il matrimonio durò quattro anni e i due divorziarono nel 1942.
Nell'ottobre dello stesso anno Armstrong sposò in quarte nozze Lucille Winston, già cantante al Cotton Club di New York. Il matrimonio durò fino alla morte di Armstrong.
Armstrong non ebbe figli da nessuna delle quattro mogli. Tuttavia, nel dicembre 2012, una donna che all'epoca aveva 57 anni, Sharon Preston-Folta, dichiarò di essere figlia di Armstrong, nata negli anni Cinquanta da una relazione tra il musicista e una ballerina del Cotton Club, Lucille "Sweets" Preston. In effetti, in una lettera del 1955 indirizzata al suo manager Joe Glaser, Armstrong esprimeva la convinzione di essere lui il padre della bambina che Lucille aveva appena dato alla luce, e dette disposizioni perché venissero versati ogni mese 400 dollari a madre e figlia.

## Personalità
Da giovane era anche conosciuto come Dippermouth, per l'abitudine che aveva nel rinfrescarsi con un mestolo da un secchio d'acqua, sempre presente sul palcoscenico con la band di Joe "King" Oliver a Chicago nei primi anni venti. Il danno provocato alla bocca fu causato proprio dalla pressione con cui era solito suonare e ciò è ben visibile in molte foto degli anni venti; proprio in seguito a questo suo stile fu costretto ad interrompere la sua attività per alcuni periodi di tempo. Tuttavia, dopo le pause forzate, migliorò la sua tecnica, e ciò gli permise di continuare la sua carriera da trombettista. Amici e musicisti lo chiamavano affettuosamente "Pops", che è il nome con cui Armstrong si riferiva a loro, eccetto Pops Foster, che lui chiamava "George".
Fu anche criticato per aver accettato il titolo di "Re degli Zulu" nella comunità afro-americana di New Orleans, un ruolo onorevole come capo del Carnevale nero ma offensivo nei confronti degli estranei, con i loro costumi tradizionali. Fu un attivo massone: nella sua autobiografia rivela che fu iniziato nella loggia "Los Caballeros de Pitias" e fu membro della Loggia Montgomery nº 18 di New York..
Armstrong era un importante sostenitore finanziario di Martin Luther King Jr. e di altri attivisti per i diritti civili, ma di solito preferiva lavorare silenziosamente dietro le quinte, senza mischiare i suoi ideali politici con il lavoro. Proprio per questo, fecero notizia le poche occasioni in cui rese pubbliche le proprie idee; l'episodio più significativo in questo senso fu quando Armstrong rivolse un'aspra critica al presidente Eisenhower, in occasione del conflitto tra segregazionisti e anti-segregazionisti che ebbe luogo a Little Rock (Arkansas) nel 1957. In quell'occasione Armstrong definì Eisenhower "falso" e "smidollato" a causa della sua mancanza di iniziativa; Armstrong cancellò inoltre un tour già pianificato in Unione Sovietica dichiarando che il governo statunitense poteva "andare all'inferno" per il modo in cui stava trattando i neri nel sud degli Stati Uniti, e che lui non avrebbe mai voluto rappresentare all'estero un governo che si trovava in conflitto con la gente di colore.
Armstrong curava molto anche la sua salute. Faceva uso frequente di lassativi, segno di una cura del peso, e praticava anche programmi dietetici che definiva "diete alla Satchmo". Amava anche il cibo, come si può vedere nelle canzoni Cheesecake, Cornet Chop Suey, e soprattutto Struttin' with Some Barbecue. Mantenne anche una forte connessione tra la sua vita e la cucina di New Orleans, terminando le sue lettere con "Red beans and ricely yours".
Pur non avendo avuto figli amava i bambini, li intratteneva e incoraggiava i giovani musicisti. Coltivava una passione per la scrittura, che lo portava a scrivere costantemente, anche in viaggio. Nei suoi scritti parlava di tutto: musica, sesso, cibo, ricordi della sua gioventù, i suoi medicinali e perfino del suo intestino. Armstrong era inoltre un avido appassionato di musica. Aveva grandi collezioni dei suoi brani, incluse cassette che portava sempre con sé anche nei suoi tour. Gli piaceva ascoltare le sue registrazioni e comparare le sue performance. Tale passione lo portò ad acquistare per la sua abitazione l'attrezzatura audio più "moderna" che fosse disponibile ai tempi.

## Discografia

### Singoli
| Anno | Titolo                                                                           | Etichetta                        | Crediti (quando non direttamente ad Armstrong)    |
| ---- | -------------------------------------------------------------------------------- | -------------------------------- | ------------------------------------------------- |
| 1923 | Froggie Moore / Chimes Blues                                                     | Gennett 5135                     | King Oliver's Creole Jazz Band                    |
| 1923 | Mandy Lee Blues / I'm Going Away to Wear You off My Mind                         | Gennett 5134                     | King Oliver's Creole Jazz Band                    |
| 1923 | Riverside Blues / Mabel's Dream [Take 1]                                         | Claxtonola 40292                 | King Oliver's Jazz Band                           |
| 1924 | Prince of Wails [Take 2] / Mandy Make Up Your Mind [Take 2]                      |                                  | Fletcher Henderson and his Orchestra              |
| 1926 | Gut Bucket Blues / Yes! I'm in the Barrel                                        | OKeh 8261                        | Louis Armstrong's Hot Five                        |
| 1926 | Oriental Strut / You're Next                                                     | OKeh 8299                        | Louis Armstrong's Hot Five                        |
| 1926 | Muskrat Ramble / Heebie Jeebies                                                  | OKeh 8300                        | Louis Armstrong's Hot Five                        |
| 1926 | Georgia Grind / Come Back, Sweet Papa                                            | OKeh 8318                        | Louis Armstrong's Hot Five                        |
| 1926 | Dropping Shucks / Who'sit                                                        | OKeh 8357                        | Louis Armstrong and his Hot Five                  |
| 1927 | Big Fat Ma and Skinny Pa / Sweet Little Papa                                     | OKeh 8379                        |                                                   |
| 1927 | King of the Zulus / Lonesome Blues                                               | OKeh 8396                        |                                                   |
| 1927 | Big Butter and Egg Man from the West / Sunset Cafe Stomp                         | OKeh 8423                        |                                                   |
| 1927 | You Made Me Love You / Irish Black Bottom                                        | OKeh 8447                        | Louis Armstrong and his Hot Five                  |
| 1927 | Skid-Dat-De-Dat / Jazz Lips                                                      | OKeh 8436                        |                                                   |
| 1927 | Wild Man Blues / Gully Low Blues                                                 | OKeh 8474                        | Louis Armstrong and his Hot Seven                 |
| 1927 | Alligator Crawl / Willie the Weeper                                              | OKeh 8482                        | Louis Armstrong and his Hot Seven                 |
| 1927 | Keyhole Blues / Melancholy Blues                                                 | OKeh 8496                        | Louis Armstrong and his Hot Seven                 |
| 1927 | Potato Head Blues / Put 'Em Down Blues                                           | OKeh 8503                        | Louis Armstrong and his Hot Seven                 |
| 1927 | Weary Blues / That's When I'll Come Back to You                                  | OKeh 8519                        | Louis Armstrong and his Hot Five                  |
| 1928 | Hotter Than That / Savoy Blues                                                   | OKeh 8535                        | Louis Armstrong and his Hot Five                  |
| 1928 | Struttin' with Some Barbecue / Once in a While                                   | OKeh 8566                        | Louis Armstrong and his Hot Five                  |
| 1928 | West End Blues / Fireworks                                                       | OKeh 8597                        | Louis Armstrong and his Hot Five                  |
| 1928 | A Monday Date / Sugar Feet Strut                                                 | OKeh 8609                        | Louis Armstrong and his Hot Five                  |
| 1929 | Ain't Misbehavin'                                                                | OKeh 8714                        | Louis Armstrong Orchestra                         |
| 1930 | I Ain't Got Nobody (And Nobody Cares for Me) / Rockin' Chair                     | OKeh 8756                        |                                                   |
| 1930 | If I had a Talking Picture of You / St. Louis Blues                              | OKeh                             |                                                   |
| 1930 | I'm a Ding Dong Daddy from Dumas / I'm in the Market for You                     | Odeon 36141                      |                                                   |
| 1930 | Song of the Islands / Blue Turning Grey Over You                                 | Odeon 36039                      |                                                   |
| 1933 | Laughin' Louie / Tomorrow Night                                                  | Bluebird B-5363                  | Louis Armstrong And His Orchestra                 |
| 1938 | Elder Eatmore's Sermon on Generosity / Elder Eatmore's Sermon on Throwing Stones | Decca 15043                      |                                                   |
| 1938 | Shadrack / Jonah and the Whale                                                   | Decca 1913                       |                                                   |
| 1939 | Jeepers Creepers / What Is This Thing Called Swing?                              | Decca 2267                       |                                                   |
| 1940 | Marie / Sleepy Time Gal                                                          | Decca 3291                       | Louis Armstrong e Mills Brothers / Mills Brothers |
| 1946 | Endie / Do You Know What It Means to Miss New Orleans                            | RCA Victor 20-2087               |                                                   |
| 1949 | Blueberry Hill / That Lucky Old Sun                                              | Decca 24752                      |                                                   |
| 1950 | La Vie en rose / C'est si bon                                                    | Decca 27113                      |                                                   |
| 1951 | (When We Are Dancing) I Get Ideas / A Kiss to Build a Dream On                   | Decca 27720                      |                                                   |
| 1952 | It Takes Two to Tango / I Laughed at Love                                        | Decca 28394                      |                                                   |
| 1962 | Mack the Knife / The Faithful Hussar                                             | CBS CA 281.144 [Francia]         |                                                   |
| 1964 | Hello, Dolly / A Lot of Livin' to Do                                             | Kapp KL-1364 [US]                |                                                   |
| 1967 | What a Wonderful World / Cabaret                                                 | ABC 10982                        |                                                   |
| 1968 | What a Wonderful World / Cabaret                                                 | His Master's Voice [Regno Unito] |                                                   |
| 1968 | I Will Wait for You / Talk to the Animals                                        |                                  |                                                   |

### Album
- 1923 - Louis Armstrong with King Oliver (Milestone, ?)
- 1923 - Clarence Williams' Blue Five (CSB, ?)
- 1926-30 - The Complete Hot Five & Hot Seven Recordings (5xCD boxset) (Columbia, ?) anche Hot Fives & Sevens (5xCD boxset) (JSP, 1998)
- 1931 - V.S.O.P. (Very Special Old Phonography) Volume I  (Columbia CBS, 1974)
- 1933 - Louis Armstrong Sings the Blues (RCA)
- 1942 - King Louis
- 1944 - Jazz Classics
- 1947 - Louis Armstrong All-Stars - 1951 - Louis Armstrong's Town Hall Concert con Jack Teagarden
- 1947 - Satchmo at Symphony Hall, Vol. 2 [live] (Decca)
- 1949 - Satchmo Serenades (Polygram Records)
- 1951 - Satchmo at Pasadena (Decca) [live]
- 1952 - Bostoner All Star Session
- 1952 - Satchmo Serenades[122] con Sy Oliver and his Orchestra
- 1952 - Jam Session Mit Louis Armstrong (Louis Armstrong In Boston)
- 1953 - Jazzin' With Armstrong
- 1954 - Louis Armstrong and The Mills Brothers
- 1954 - Sings the Blues[123]
- 1954 - Louis Armstrong Plays W.C. Handy (Columbia/Legacy)
- 1955 - Louis Armstrong at the Crescendo, Vol. 1 [live] (Decca)
- 1955 - Ambassador Satch (Columbia/Legacy)
- 1955 - Satch Plays Fats: The Music of Fats Waller (Columbia)
- 1955 - Satchmo the Great (Columbia)
- 1956 - Ella and Louis (Verve)
- 1956 - Pasadena Civic Auditorium June 20, 1956 (Giants of Jazz)
- 1956 - High society
- 1957 - Porgy & Bess (Polygram Records)
- 1957 - Ella and Louis Again (Polygram Records)
- 1957 - Louis Armstrong Meets Oscar Peterson (Polygram Records)
- 1957 - Louis and the Angels (Umvd Labels)
- 1959 - The Five Pennies (Decca)
- 1960 - Happy Birthday, Louis! Armstrong & His All-Stars (Omega)
- 1960 - Satchmo Plays King Oliver (Varese Sarabande)
- 1961 - Together for the First Time (Roulette) [With Duke Ellington]
- 1963 - Hello, Dolly! (Mca)
- 1968 - What a Wonderful World (MCA Records)
- 1968 - Disney Songs the Satchmo Way (Disney)
- 1969 - On Her Majesty's Secret Service (Capitol): the final theme song: We Have All the Time in the World.
- 2002 - The Best of Louis Armstrong: The Hot Five and Seven Recordings (Columbia/Legacy)
- 2002 - Satchmo Live (Orpheus Records)
- 2006 - Complete New York Town Hall & Boston Symphony Hall Concerts (DeFinitive).
- 2020 - No Time to Die: We Have All the Time in the World (canzone riprodotta come motivo di fondo nell'ultima scena finale del film, ma non inclusa nell'album della colonna sonora)

## Filmografia
- Ex-Flame, regia di Victor Halperin  (1930)
- A Rhapsody in Black and Blue, regia di Aubrey Scotto - cortometraggio (1932)
- I'll Be Glad When You're Dead You Rascal You, regia di Dave Fleischer - cartone animato (1932)
- København, Kalundborg og - ?, regia di Ludvig Brandstrup e Holger-Madsen (1934)
- Pennies from Heaven, regia di Norman Z. McLeod (1936)
- Artisti e modelle (Artists and Models), regia di Raoul Walsh (1937)
- Every Day's a Holiday, regia di A. Edward Sutherland (1937)
- Doctor Rhythm, regia di Frank Tuttle - accreditato nel cast[124] ma tagliato nella versione finale[125] (1938)
- Going Places, regia di Ray Enright (1938)
- Birth of the Blues, regia di Victor Schertzinger (1941)
- Due cuori in cielo (Cabin in the Sky), regia di Vincente Minnelli (1943)
- Show Business at War, regia di Louis de Rochemont - cortometraggio, non accreditato (1943)
- Jam Session, regia di Charles Barton - non accreditato (1944)
- Pillow to Post, regia di Vincent Sherman (1945)
- La città del jazz (New Orleans), regia di Arthur Lubin (1947)
- Venere e il professore (A Song is Born), regia di Howard Hawks (1948)
- Botta e risposta, regia di Mario Soldati (1950)
- La donna del gangster (The Strip), regia di László Kardos (1951)
- È arrivato lo sposo (Here Comes the Groom), regia di Frank Capra - non accreditato (1951)
- La strada dell'eternità (Glory Alley), regia di Raoul Walsh (1952)
- Saluti e baci, regia di Giorgio Simonelli (1953)
- La storia di Glenn Miller (The Glenn Miller Story), regia di Anthony Mann (1954)
- Alta società (High Society), regia di Charles Walters (1956)
- Die Nacht vor der Premiere, regia di Georg Jacoby (1959)
- I cinque penny (The Five Pennies), regia di Melville Shavelson (1959)
- The Beat Generation, regia di Charles F. Haas (1959)
- La paloma (La Paloma), regia di Paul Martin (1959)
- Kærlighedens melodi, regia di Bent Christensen (1959)
- Paris Blues, regia di Martin Ritt (1961)
- Auf Wiedersehen, regia di Harald Philipp (1961)
- Berlin-Melodie, regia di Paul Martin - film televisivo (1963)
- When the Boys Meet the Girls, regia di Alvin Ganzer (1965)
- Rhein-Melodie - Wein, Gesang und gute Laune, regia di Helmut Weiss - film televisivo (1966)
- A Man Called Adam, regia di Leo Penn (1966)
- Hello, Dolly!, regia di Gene Kelly (1969)

## Premi e riconoscimenti

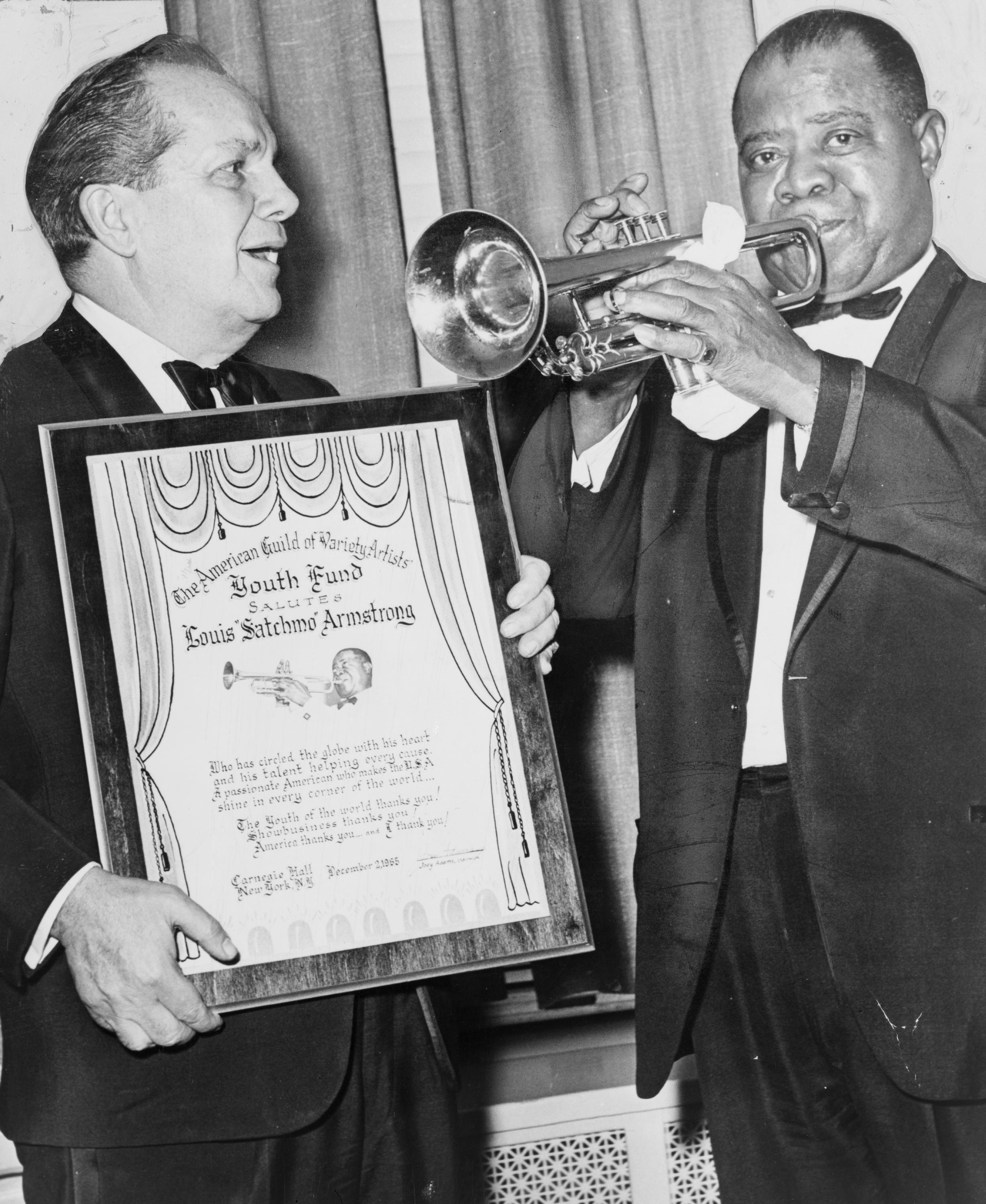
Armstrong nel 1966

### Grammy Awards
Nel 1966 Armstrong ottenne l'importante riconoscimento ottenendo il Grammy Award alla carriera dalla Academy of Recording Arts and Sciences per il significativo contributo alla storia della musica e all'importante influenza che lui esercitò.
| Grammy Award |                        |               |        |           |           |
| Anno         | Categoria              | Titolo        | Genere | Etichetta | Risultato |
| 1964         | Male Vocal Performance | Hello, Dolly! | Pop    | Kapp      | Winner    |

### Grammy Hall of Fame
Numerose registrazioni di Armstrong furono premiate con il Grammy Hall of Fame Award, una speciale onorificenza concessa alle registrazioni musicali considerate storicamente o culturalmente importanti.
| Grammy Hall of Fame |                                           |                  |           |                   |                                            |
| Anno registrazione  | Titolo                                    | Genere           | Etichetta | Anno introduzione | Note                                       |
| 1929                | (What Did I Do to Be So) Black and Blue   | Jazz (Single)    | OKeh      | 2016              |                                            |
| 1929                | St. Louis Blues                           | Jazz (Single)    | OKeh      | 2008              | con Bessie Smith                           |
| 1928                | Weather Bird                              | Jazz (Single)    | OKeh      | 2008              | con Earl Hines                             |
| 1930                | Blue Yodel No. 9 (Standing on the Corner) | Country (Single) | Victor    | 2007              | Jimmie Rodgers (Featuring Louis Armstrong) |
| 1932                | All of Me                                 | Jazz (Single)    | Columbia  | 2005              |                                            |
| 1958                | Porgy and Bess                            | Jazz (Album)     | Verve     | 2001              | con Ella Fitzgerald                        |
| 1964                | Hello Dolly!                              | Pop (Single)     | Kapp      | 2001              |                                            |
| 1926                | Heebie Jeebies                            | Jazz (Single)    | OKeh      | 1999              |                                            |
| 1967                | What a Wonderful World                    | Jazz (Single)    | ABC       | 1999              |                                            |
| 1955                | Mack the Knife                            | Jazz (Single)    | Columbia  | 1997              |                                            |
| 1925                | St. Louis Blues                           | Jazz (Single)    | Columbia  | 1993              | Bessie Smith con Louis Armstrong, cornet   |
| 1928                | West End Blues                            | Jazz (Single)    | OKeh      | 1974              |                                            |

### Rock and Roll Hall of Fame
Il brano West End Blues, nella versione di Armstrong, venne inserito nella Rock and Roll Hall of Fame tra le 500 canzoni importanti per la nascita del rock and roll.
| Anno registrazione | Titolo         | Etichetta | Gruppo                           |
| ------------------ | -------------- | --------- | -------------------------------- |
| 1928               | West End Blues | Okeh      | Louis Armstrong and his Hot Five |

### Onorificenze
Nel 1995, l'ufficio postale degli Stati Uniti, dedicò ad Armstrong un francobollo commemorativo da 32 centesimi.
| Anno introduzione | Titolo                                                     | Risultati | Note                         |
| ----------------- | ---------------------------------------------------------- | --------- | ---------------------------- |
| 2007              | Louisiana Music Hall of Fame                               |           |                              |
| 2007              | Gennett Records Walk of Fame, Richmond (Indiana)           |           |                              |
| 2007              | Long Island Music Hall of Fame                             |           |                              |
| 2004              | Nesuhi Ertegün Jazz Hall of Fame at Jazz at Lincoln Center |           |                              |
| 1990              | Rock and Roll Hall of Fame                                 |           | Early influence              |
| 1978              | Big Band and Jazz Hall of Fame                             |           |                              |
| 1952              | Down Beat Jazz Hall of Fame                                |           |                              |
| 1960              | Hollywood Walk of Fame                                     | Star      | al 7601 dell'Hollywood Blvd. |